# Miguel Acosta Moreno
Miguel Acosta Moreno (* 4. September 1975 in Mexiko-Stadt) ist ein ehemaliger mexikanischer Fußballspieler auf der Position des Verteidigers. 

## Leben
Moreno begann seine Profikarriere bei Mexikos populärstem Verein Chivas Guadalajara, für den er sein Debüt in der mexikanischen Primera División in einem am 3. Oktober 1997 ausgetragenen Gastspiel bei den UNAM Pumas bestritt, das 1:0 gewonnen wurde.
Seinen Durchbruch schaffte er aber erst beim Club Necaxa, zu dem er 1999 wechselte und für den er am 11. Februar 2001 bei der 1:2-Niederlage bei den UNAM Pumas seinen ersten Treffer in der höchsten mexikanischen Spielklasse erzielte. Nach sechs Jahren bei Necaxa wechselte Acosta im Sommer 2005 zu den Tiburones Rojos de Veracruz, bei denen er die nächsten zwei Jahre unter Vertrag stand, ehe er zu seinem Exverein Necaxa zurückkehrte, wo er seine aktive Laufbahn in der Saison 2007/08 ausklingen ließ.